# Pithecellobium bifoliolatum
Pithecellobium bifoliolatum là một loài thực vật có hoa trong họ Đậu. Loài này được (author) Rusby miêu tả khoa học đầu tiên.